# Däfern

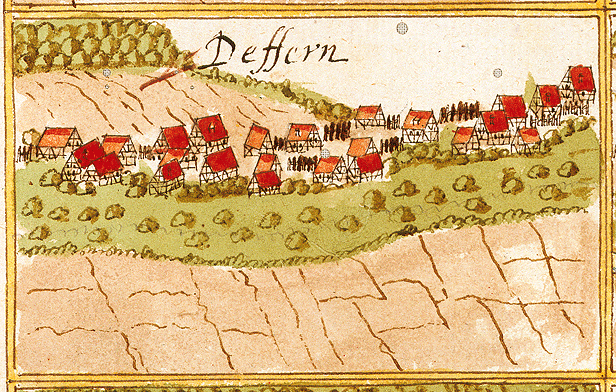
Däfern Ende des 17. Jahrhunderts

Däfern ist ein Weiler in der baden-württembergischen Gemeinde Auenwald im Rems-Murr-Kreis. Der kleine Ort liegt im Naturpark Schwäbisch-Fränkischer Wald.

## Geographische Lage
Däfern liegt südöstlich von Lippoldsweiler auf etwa 304 m ü. NHN im Däferntal zwischen zwei westlichen Bergvorsprüngen des Murrhardter Waldes in dessen Nachbarnaturraum der Äußeren Backnanger Bucht.
Das Däferntal ist ein kleines Nebental des Weissacher Tals. Es wird westwärts vom Däfernbach durchflossen, dem durch Däfern von rechts der Raisbach zuläuft und der dann bei Oberweissach über den unteren Brucher Bach in die Weißach entwässert.
Umliegende Ortschaften (im Uhrzeigersinn) sind Ebersberg, Schlichenweiler, Waldenweiler, Lutzenberg, Bruch und Hohnweiler.
Südöstlich des Orts lag in der Tänisklinge die im 19. Jahrhundert abgegangene Däferner Sägmühle.

## Geschichte
Erstmals erwähnt wurde Däfern 1498 unter dem Namen Täffern. Der ungewöhnliche Ortsname Däfern ist auf das lateinische Wort für Gasthaus („taberna“) zurückzuführen. Der Ortsname kommt auch andernorts vor, zum Beispiel Tawern, Bergzabern, Rheinzabern oder bei Zabern im Elsass. Alle diese Siedlungen gingen aus römischen Gründungen hervor. In der Antike konnte das Wort taberna auch noch andere Bedeutungen haben, zum Beispiel Hütte, Laden, Bude oder Werkstätte. Die Schreibweise des Ortsnamens Däfern wechselte in den Urbaren öfters. Zunächst hieß der Weiler Tefern, dann Teffern, Deffern, Täfern oder auch Teffers. Falls Däfern aus einer römischen Siedlung hervorgegangen ist, wäre der Ortsname ein Beweis für eine Anwesenheit gallorömischer Bevölkerung auch nach dem Limesfall.
1593 erschien Däfern unter dem Namen Tofern auf einer Forstkarte von Georg Gadner.
Im Dreißigjährigen Krieg hatte Däfern unter Einquartierungen und Plünderungen zu leiden, sodass die Einwohnerschaft drastisch abnahm. Nach dem Westfälischen Frieden 1648 konnte sich der Ort nur langsam erholen. Die Bevölkerungszahl erreichte während des gesamten 17. Jahrhunderts nicht mehr das Vorkriegsniveau. 1686 erschien Däfern als Deffern auf einer Ansicht von Andreas Kieser.
In Däfern war der Weinbau einst sehr bedeutend. Durch die Reblaus und andere eingeschleppte Schädlinge ging der Weinbau immer mehr zurück. Ende des 19. Jahrhunderts waren fast alle Weinberge im Weissacher Tal abgegangen. In Däfern konnte sich der Weinbau jedoch bis heute halten. Däfern gehört zur Großlage Unterland.

### Einwohnerentwicklung
- 1626:156[7]
- 1641: 24[7]
- 1654: 43[7]
- 1684: 99[8]
- 1692: 117[8]
- 1810: 224[9]
- 1871: 259[10]
- 1877: 244[11]
- 2008: 247[12]

## Politik

### Schultheißen
Däfern hatte am Anfang des 19. Jahrhunderts noch eigene Schultheißen. Später wurde der Ort den Schultheißen von Lippoldsweiler unterstellt.
- 1810: Martin Brenner[9]

## Kirche
Däfern verfügte nie über eine eigene Kirche und hat auch keinen Friedhof. Der Ort gehörte bis 1864 zum Kirchspiel Unterweissach, wo auch die Toten begraben wurden. Erst 1864 wurden Däfern mit Lippoldsweiler, Sechselberg und Hohnweiler aus dem Kirchspiel Unterweissach ausgegliedert und zu einer neuen Pfarrverweserei Lippoldsweiler/Sechselberg vereinigt.

## Vereinsleben
- Kleintierzuchtverein Däfern (gegründet 2017)